# 天主教羅日尼亞瓦教區
天主教羅日尼亞瓦教區（拉丁語：Dioecesis Rosnaviensis）是羅馬天主教在斯洛伐克的一個教區，屬科希策總教區。
教區範圍包括班斯卡-比斯特里察州東部及科希策州西部。2004年有教友227,511人，佔轄區總人口83.8%。教區下轄111個堂區，有153名司鐸。現任主教為弗拉基米爾·菲洛。
1776年3月13日成立，屬艾斯特根總教區。1977年12月30日改屬特爾納瓦總教區。1995年3月31日改屬科希策總教區。